# Dick Nanninga
Dirk "Dick" Willem Jacobus Nanninga (Groninga, 17 de janeiro de 1949 — Maaseik, 21 de julho de 2015) foi um futebolista neerlandês que atuou pela seleção de seu país na Copa do Mundo de 1978. 
Ao fazer, de cabeça, o gol que empatou a decisão no tempo regulamentar, Nanninga tornou-se o primeiro jogador a marcar gol em final de Copa do Mundo FIFA tendo iniciado a partida como reserva.

## Carreira
Naninga fez parte do elenco da Seleção Neerlandesa de Futebol que disputou a Copa do Mundo de 1978, quando os Países Baixos perderam a final para a Argentina. Participou também da Eurocopa 1980.

## Títulos
Seiko
- Hong Kong Premiere League: 1982-83

MVV
- Eerste Divisie: 1983–84

Seleção Holandesa
- Copa do Mundo FIFA: 1978 - Vice campeão
- Torneio de Paris de Futebol: 1978